# 組氨酸
组氨酸（C6H9N3O2）簡寫為His或H，α氨基酸結合咪唑官能團。是存在于蛋白质之中最普遍的20种氨基酸之一。初以為只針對嬰幼兒是必需的，較長期的研究表明，它也是成年人必不可少的必需氨基酸。等电点为7.59，是碱性氨基酸，生理条件下带正电荷。他的合成密碼子為 CAU 及 CAC。组氨酸在1896年由德国醫師艾布瑞契·科塞尔（Albrecht Kossel）首次分离出来。

## 化學性質
组氨酸的咪唑链的pKa大約為6，但總體來看此胺基酸的pKa為7.6。這代表著，於生理上有關的pH值，其相對小的變化會改變平均電荷。在pH小於6時，咪唑链會被質子化，有如亨德森－哈塞爾巴爾赫方程所描述的。 當質子化時，咪唑链具有兩個NH鍵結並帶正電荷。此正電荷相等地分散於兩個氮原子間，並且形成兩個重要的共振結構。

## 芳香性
H组氨酸的咪唑鏈在全pH值下為芳香環的形式。 其含有六個pi电子，其中四個電子來自兩個双键，另外兩個來自氮原子的孤对电子。並且可以形成 pi stacking 的交互作用,，可是帶正電荷會使此種情形更複雜化。在兩種情形下都不會吸收280nm波長的光譜，可是卻比一些其他的胺基酸於紫外光譜下落在更低的吸收區間。

## 代謝
此胺基酸為組織胺以及肌肽生物合成的前体。

由组氨酸脱羧酶催化的组氨酸转变为组胺

组氨酸氨裂解酶将组氨酸转变為氨以及尿刊酸。缺少此酶将导致组氨酸血症這個罕見的代謝疾病。在放線菌門及丝状真菌中，如粉色面包霉菌，组氨酸可被轉變成為抗氧化剂麦硫因。

## 補充
补充组氨酸會造成小鼠鋅的排泄比正常小鼠快3~6倍。

## 作用
可作为生化试剂和药剂，还可用于治疗心脏病，贫血，风湿性关节炎等的药物。

## 補充圖片

组氨酸
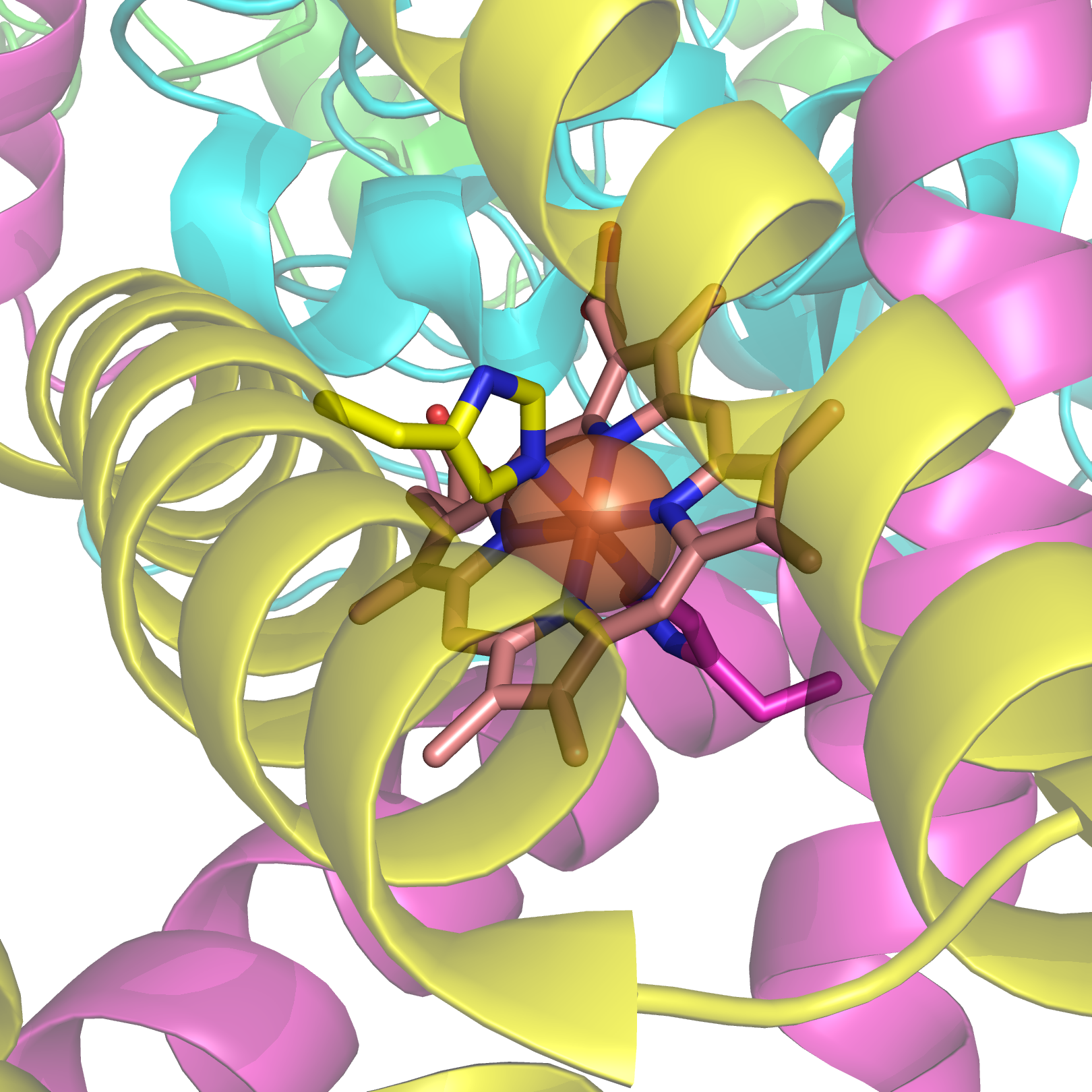
组氨酸连接琥珀酸脫氫酶(succinate dehydrogenase)的 血红素基团，此為粒線體電子傳遞鏈的電子攜帶者。 其中中心的半透明球體即为鐵離子的位置。来源PDB 1YQ3.

## 參閱
- 咪唑
- 芳香族氨基酸
- 尿刊酸尿症
- 肌肽血症
- β-丙氨酸

## 外部連結
- Histidine biosynthesis (early stages)
- Histidine biosynthesis (later stages)
- Histidine catabolism